# 緊急ロケータービーコン
緊急ロケータービーコン（英語: Emergency locator beacon）とは、電池などポータブル・バッテリーにより緊急信号（電波）を送信することができるラジオビーコン。航空機や船舶、および窮迫した状況下や人命救助を必要としている個人によって使用される。航空機や船舶、車両、登山者やスキーヤーなどによって様々な種類の緊急ロケータービーコンが使用されており、航空機の墜落や船舶の沈没、登山者の遭難など緊急事態が発生した場合に送信機が稼働することによって継続的な無線信号の送信を開始する。この信号によって捜索救難組織は「緊急事態である」旨の発見を容易にし、救助活動を行う際の位置特定に用いられる。全ての緊急ロケータービーコンは要救助者が「Golden day（カーラーの救命曲線）」以内に早急に救助されることを目的としており、外傷性イベントを受けてから24時間以内に救助されることで大幅に生存率が向上する。

## 種類

### COSPAS-SARSAT 406MHz 遭難ビーコン
コスパス・サーサットは、政府機関と民間機関の国際的な人道的コンソーシアムとなり、遭難救助活動の世界的な管理者として機能している。無線受信機を搭載した70基以上の人工衛星ネットワークを運用しており、国際的な救難信号周波数となる「406MHz」で送信される全地球上の緊急ロケータービーコンからの信号を検出し、他の衛星との相対的なドップラー周波数シフトからビーコンの地理的座標を2km以内に特定することで該当するファースト・レスポンダーや緊急通報受理機関に対し迅速に情報の提供を行う。
ITU無線通信規則第4節無線局及び無線方式第1.93条の中でコスパスのC/S T.001仕様に準拠したコード化されたデータを50秒毎に送信するものであることが緊急位置指示無線ビーコン局として正式に定義されている。また、「サーサット406MHzビーコン」はコンパス・サーサット衛星受信機と互換性を有しており以下の物が該当する。

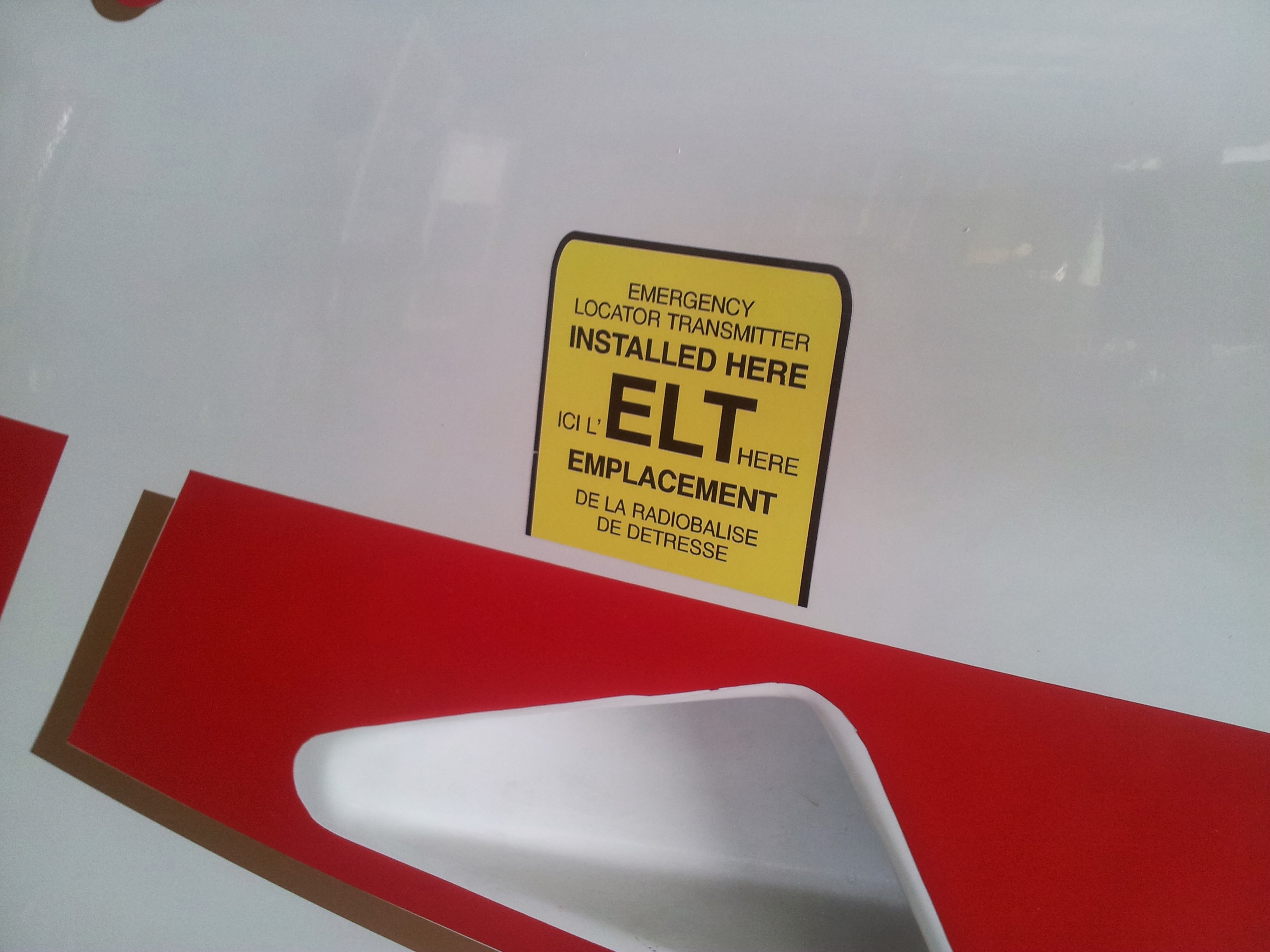
軽飛行機のELT表示。"ELT Installed Here"（ELTはここに設置されています）と表示されている

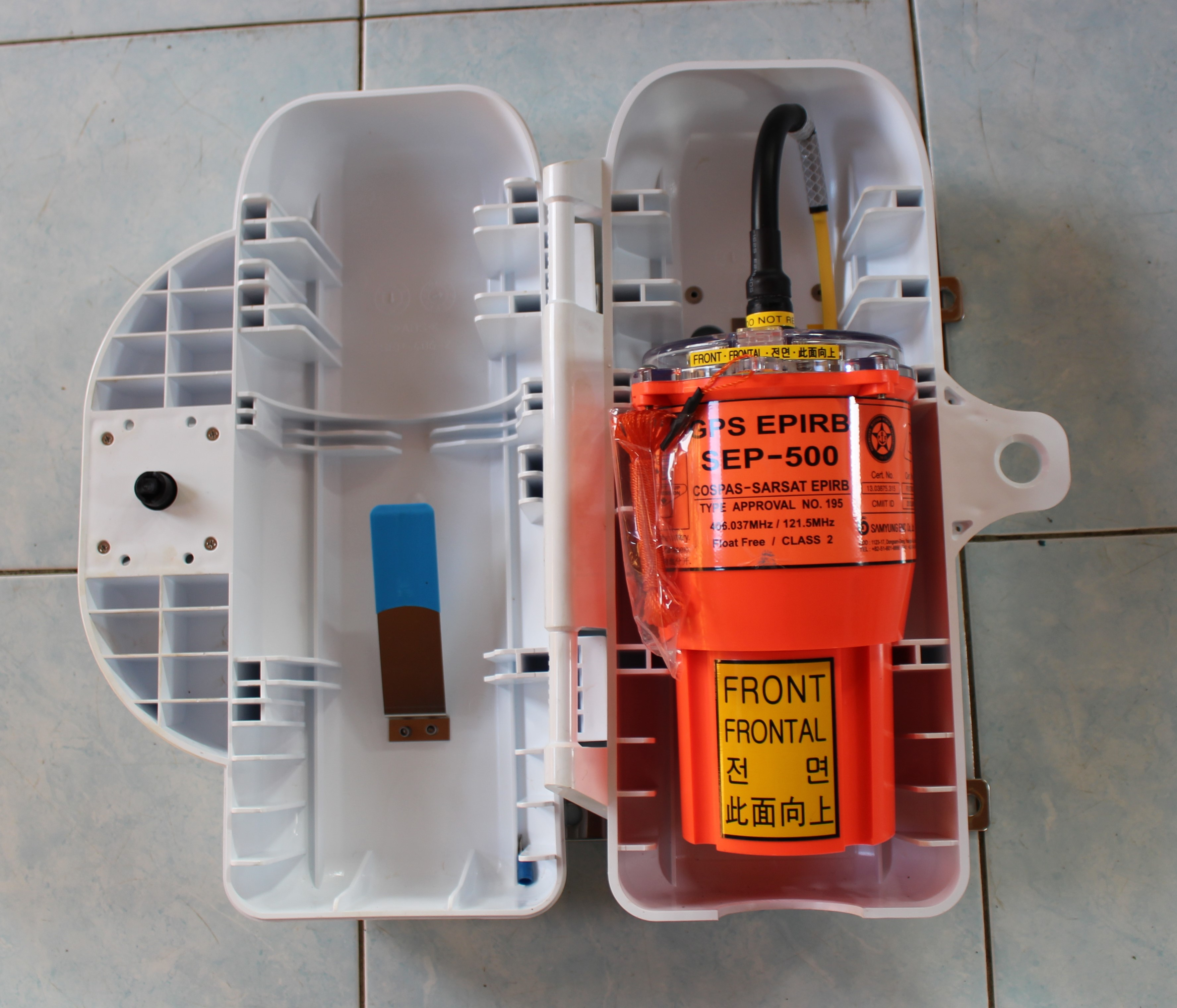
専用ケースに収められたイーパブ（E-PIRB）

Emergency Locator Transmitter（ELT）
航空機用救命無線機は航空機の墜落の際に使用される。
Emergency Position-Indicating Radio Beacons（E-PIRB）
非常用位置指示無線標識装置（イーパブ）は船舶の沈没の際に使用される。
Submarine Emergency Position-Indicating Radio Beacons（SEPIRB）
シーパブは潜水艦のみで使用される専用のE-PIRBとなり、緊急時には格納場所から海上に向け射出され、海上で遭難信号を発信する。救難機関に対する同形状の救難信号弾（Submarine Pyrotechnics）があり、水上に到達後、照明弾（フレア）を発射する。
Ship Security Alert System（SSAS）
船舶警報通報装置は外航船に対するテロ攻撃や海賊による襲撃の際に使用される。
Personal Locator Beacons（PLB）
PLBは個人で使用される携帯型の緊急通報機器となり、通常の消防警察など緊急通報受理機関に対し携帯電話やトランシーバーなどで通報できない場所で使用され、船舶からの転落や漂流、救命ボート、潜水士などで使用され、オーストラリアでは一部の警察署やニューサウスウェールズ州の国立公園野生生物局などで一般ハイカー向けに無償での貸し出しが行われている。

### その他海事用ビーコン

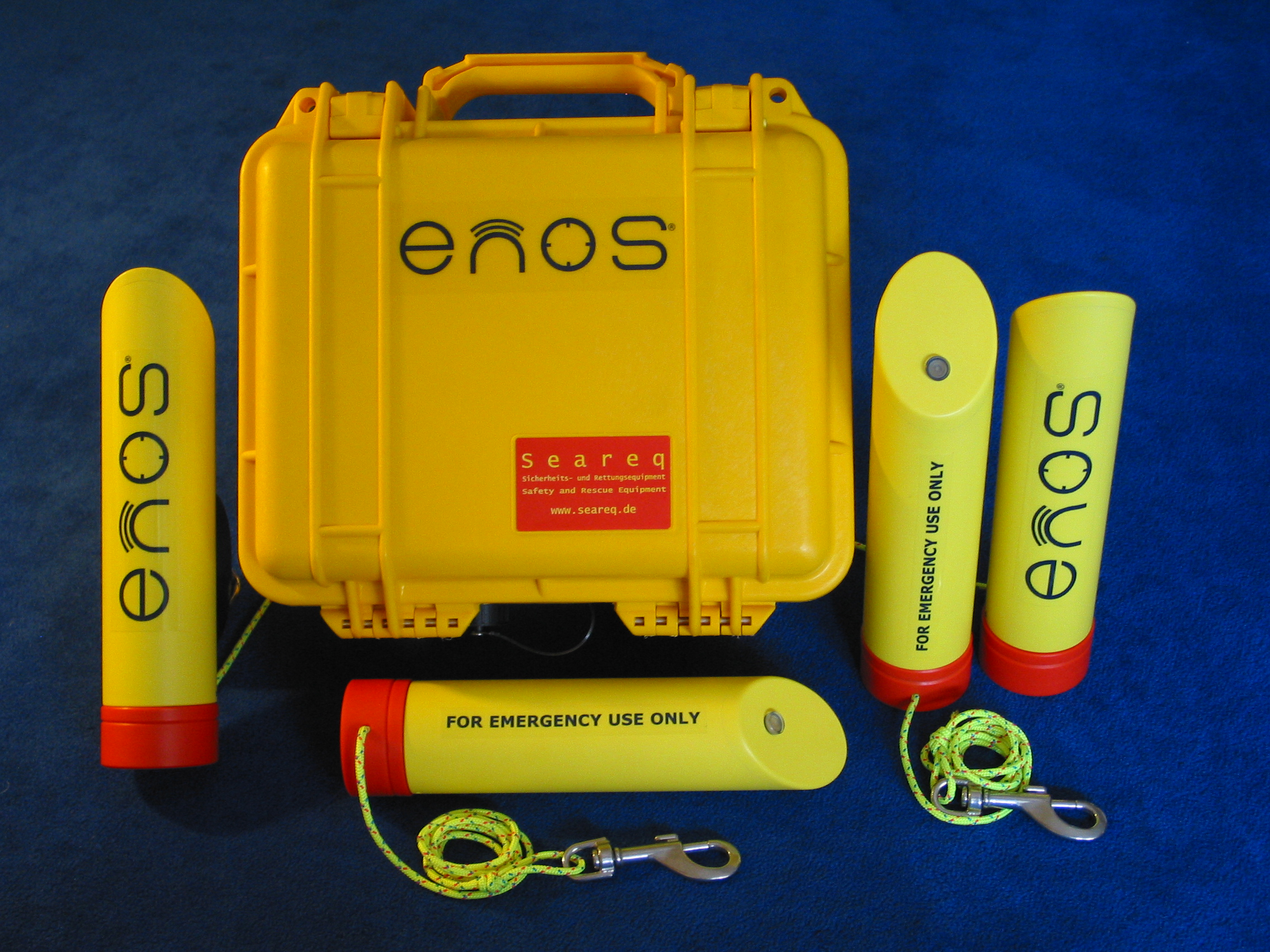
ENOSシステム

AIS-SART
AIS-SARTは自動船舶識別装置（AIS）技術を利用したSARTシステムとなる。受信機が設置された沿岸か機器が搭載された船舶が付近に居ることが条件であったが、信号を受信可能な衛星が配備されたことで洋上での使用も可能となった。
Elektronisches Notruf- und Ortungssystem（ENOS）
ENOS（Electronic Rescue and Location System）はドイツで開発され、ダイビング船から離船したダイバー向けに設計された緊急通報機器。
JM-Safety
日清紡が開発した落水検知装置。落水を検知するとスマートフォンアプリを通じ緊急通報が表示される。
Maritime Survivor Locating Devices（MSLD）
MSLDは2016年にアメリカなどで搭載が義務付けられた人命救助用送信機となり、人が船外に転落した場合などに使用され、121.500MHz（カナダ）156.525 MHz、156.750 MHz、156.800 MHz、156.850 MHz、161.975 MHz、162.025 MHzのいずれかで信号を送信することが可能である。
Search And Rescue Transponder（SART）
捜索救助用レーダートランスポンダはＸバンドレーダーのみ反応し、捜索用レーダー画面上に12点のドット表示が行われる特殊な捜索用トランスポンダとなる。
Underwater locator beacon（ULB）
水中ロケータービーコンは航空機が水没した際に使用される水中ビーコン。飛行記録機器となるCVRやFDRなどに直接取り付けた状態で使用され、水没を感知すると自動で音波（Ping）の発信を開始する。
yobimori
よびもりは福岡のnanoFreaksが開発した海事用ビーコン。漁師の転落事故の際に使用され、機器の緊急ボタンを押すことで携帯用アプリを通じ登録者全員に通知が行われる仕組みとなっている。開発者である千葉の祖父も漁師であったが、北海道羅臼沖で転落し行方不明になったことで開発が行われた。
小型船舶救急連絡装置
小型漁船救急コールとも称され、発信機を携帯した乗組員が落水すると乗務する本船に対し自動で緊急無線信号が送信される。複数名乗務する船舶などで使用される。
ライフブイ
救命浮環に取り付けられる無線ビーコン。
ラジオブイ
浮標に取り付けられる無線ビーコン。漁業関係者や救助機関および学術研究用に用いられており、平時は漁網の位置を知らせる目的や各種データ収集を行い、海難事故や津波など有事の際は位置を知るために利用される。

### SEND - Satellite Emergency Notification Devices

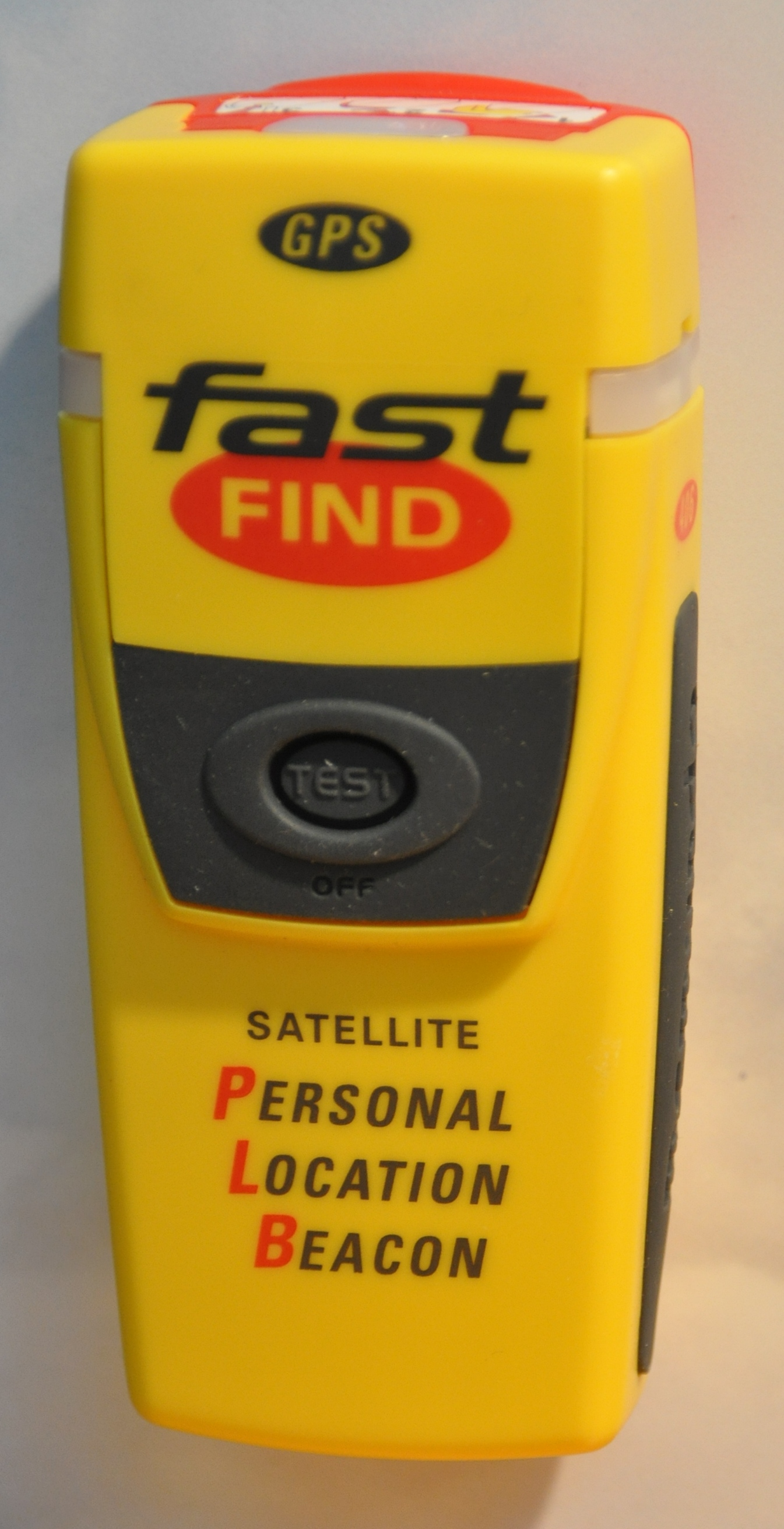
マクマード社製FastFind

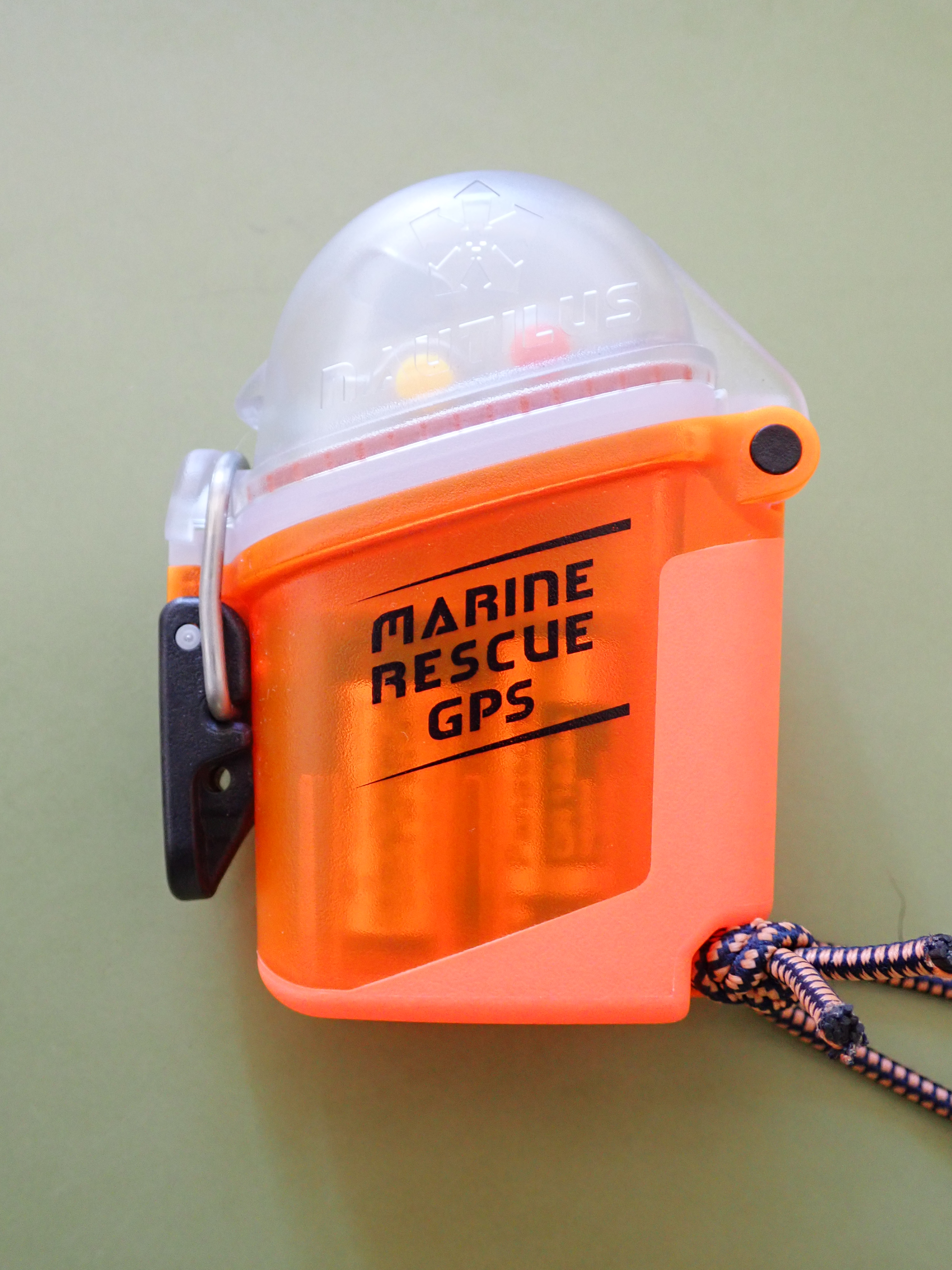
ノーチラス・ライフライン社製Marine Rescue GPS

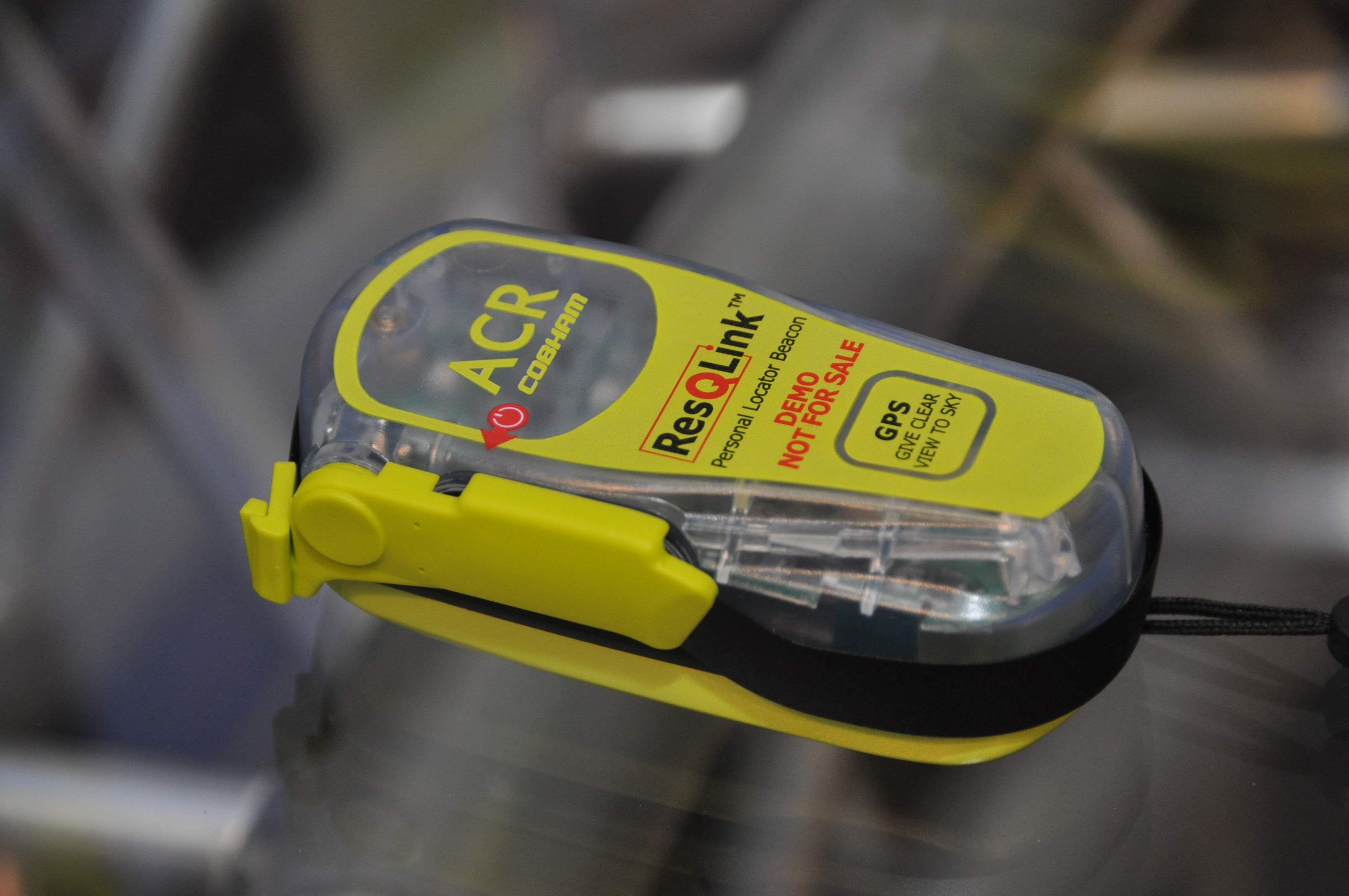
ACR社製のResQink SEND 406MHz PLBのデモ機

衛星緊急通知デバイス（SEND）は測位衛星を介して緊急信号を送信する。小型で携帯式の物は個人用捜索救助用ビーコン（Personal Locator Beacon, PLB）とも呼ばれ、世界20ヵ国で製造と販売が行われている。アメリカでは2001年に発生したアメリカ同時多発テロ事件の行方不明者に対する捜索に、フランスではダカール・ラリーに用いられたことで1990年代からPLBが使用されており、初期はレンタルのみであったが2003年以降、ELTの代替として脚光を浴び販売が行われたことで急速な伸びを見せている。
なお、PLBの誤送信率は75%であり、イーパブの95%と共に高い水準にある。
Bivy Stick
ACR社のビビースティック衛星コミュニケーターは、携帯式衛星メッセージングサポートデバイス。携帯電話を衛星メッセージングに使えるようにするためのデバイス。主にアウトドア向けの機材となり、イリジウム衛星を利用したテキストメッセージの送受信、チェックイン、トラッキング、緊急通報が行える。
FastFind
イギリス、マクマード社が開発したガリレオ対応式のPLB。406MHz/121.5MHz双方での送信が可能となっており、救助隊が接近した際に使用される121.5MHz帯のホーミング機能を有している。
inReach
ガーミンが製造を行っている携帯式衛星トラッキングデバイス。主にアウトドア向けの機材となり、イリジウム衛星を利用したテキストメッセージの送受信や天気予報の受信、SPOTと同様、国際緊急対応連携センター（IERCC）を介した緊急通報が行える。
iPhone
iPhone 14から電波が圏外の場所で利用できる衛星を介した緊急通報サービス機能「Emergency SOS via satelite」が搭載された。アメリカとカナダからの先行サービスとなる。
Marine Rescue GPS
カナダのバンクーバーに本拠を構えるノーチラス・ライフライン社によって開発されたPLB。主に海上でのレジャーでの使用を目的としたデバイスの開発を行う。
ResQink
海事用イーパブ、航空機用ELTなど官民向け緊急ロケータービーコンの製造を専業とするアメリカ、ACRエレクトロニクス社によって開発されたPLB。
SPOT
SPOTはグローバルスターの衛星ネットワークを利用した携帯式衛星トラッキングデバイス。グローバルスター子会社であるSPOT社によって運営される。主にアウトドア活動向けの機材提供を行っている。
Spidertracks
スパイダートラックスはニュージーランドで設立されたデータソリューション企業。2005年に発生したヘリコプター墜落事故の捜索と救助に2週間以上を擁したことが端緒となり設立されており、デバイスの開発も行う。
Tracki
アメリカのトラッキー社が開発した小型PLB。グーグルマップ上でリアルタイム追跡が可能となるトラッキングデバイスとなり、送信機に付けられたSOSを押すことでPLBとして使用することも可能。
TracPlus
主に航空と海事業界で使用される衛星トラッキングシステム。民間企業トラックプラス社によって運営される。位置情報から運行機材の管理やデータ収集などを行い緊急時には機器を使用した通報を行うことも可能。また、イリジウム衛星ネットワークを介したハンディ式Wi-Fiスポットの販売も行っている。
Yellowbrick
イエローブリックはイギリスで開発された船舶用衛星トラッキングデバイスとなり、主にヨットなどで使用される。
ZOLEO
ゾレオは携帯式衛星メッセージングデバイス。主にアウトドア向けの機材となり、イリジウム衛星を利用したテキストメッセージの送受信、チェックイン、緊急通報が行える。

### その他ビーコン

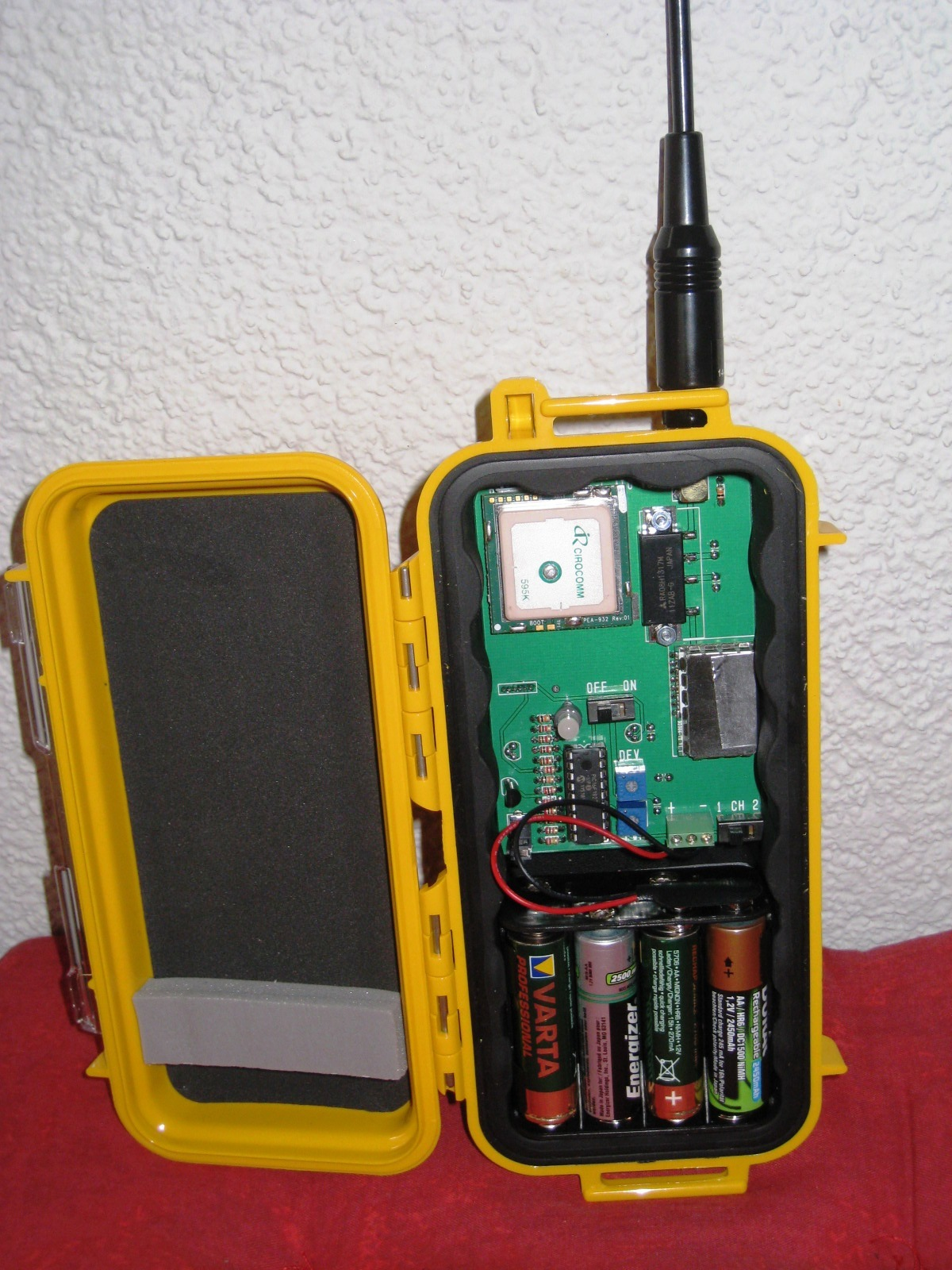
APRS
APRSはアマチュア無線を用いた位置通報システムとなる。
Apple Watch
Apple Watchの第4世代モデルから動態監視センサーを用いた緊急通報機能が搭載された。
COCOHELI
COCOHELI（ココヘリ）はAUTHENTIC JAPANが開発した900MHzを利用した無線式ビーコン。ヘリコプターによる山岳救助を念頭に開発された。
トランスポンダ
コード7700（緊急事態）を選択するとレーダー監視画面上で周囲の機体よりも明瞭に表示され、近年はEMやEMRGの点滅表示が行われるためビーコンとして使用可能である。
雪崩ビーコン

Mountain Locator Unit
Mountain Locator Unit は1980年代後半から2017年頃までアメリカで使用された無線測位デバイス。フッド山を訪れたハイカーに対し5ドルでレンタルが行われていた。
Crash position indicator（CPI）
Crash position indicator はカナダで発明された航空機捜索用無線測位デバイス。

## 日本国内での使用
日本では2014年からPLB運用に向けた審議が開始されており、2015年8月13日付の法改正により携帯用位置指示無線標識（PLB）の使用が海上における遭難に限り使用することが可能となった。また、使用できる機器は技適に適合したACR社製のレスキューリンクのみとなっている。「遭難自動通報局」として無線局の届け出が必要となっており、有効期限は5年間である。なお、無線局としての登録が必要であるが、無線従事者の免許と定期検査は不要となっている。
陸上での使用については、2014年の第103回情報通信技術分科会上で検討されており、陸上で導入できない理由として「技術的な理由ではなく、PLBの通報で捜索を行う機関が海上では海上保安庁に一元化できるのに対して、陸上の遭難では警察、消防、各自治体と多岐に渡る調整が必要となるため、まずは導入を要望する意見が多い海難に限定して検討を進める」という説明が行われており、関係機関との調整が付き次第、順次導入を検討するとの回答がなされている。